# 沈河区
沈河区是辽宁省沈阳市下辖的一个市辖区，得名於其前身瀋陽區及渾河區。該區位于沈阳市的中心，是該市的商贸、金融及文化中心，也是全中国城区中第一个国家社会发展综合实验区。該区人民政府驻盛京路25号。

## 行政区划
沈河区下辖11个街道办事处：
滨河街道、万莲街道、朱剪炉街道、北站街道、风雨坛街道、皇城街道、五里河街道、南塔街道、泉园街道、马官桥街道和东陵街道。

## 旅遊名勝
- 沈阳耶稣圣心主教座堂，也稱為「沈阳南关教堂」。位于沈阳市沈河区小南街南乐郊路40号，始建于1878年（即是清朝光绪4年），是法国传教士方若望主建。在1900年被义和團燒毁，现存的建筑物是在1912年由法国某主教利用《辛丑条约》中的庚子赔款重建而成。它是一座法國天主教堂，歌德式，高40米。[3]
- 瀋陽故宮，位於瀋陽市瀋河區。史稱盛京皇宮，始建於1625年，是後金和清初的皇宮，佔地約6萬平方米。
- 中街，沈阳著名商业街。

## 人口
根據第七次全國人口普查數據，普查標準時點瀋河區常住人口78.3萬人。其中：男性佔比為48.96%，女性佔比為51.04%。

## 教育

### 高等教育
- 东北大学沈河校区
- 辽宁大学广播影视学院
- 沈阳药科大学
- 沈阳农业大学
- 沈阳大学
- 沈阳理工大学继续教育学院沈河教学部

### 高级中学
- 沈阳市第二中学
- 沈阳市第二十七中学
- 沈阳市同泽高级中学
- 沈阳市同泽女子高级中学
- 沈阳市第九中学
- 沈阳市第十七中学
- 沈阳市共青团实验中学

### 初级中学
- 沈阳市第七中学教育集团
  - 沈阳市第七中学（主校区）
  - 沈阳市第七中学南部校区
  - 沈阳市第七中学东新学校
  - 沈阳市第七中学五里河学校
  - 沈阳市第七中学文艺路学校（原沈阳市第八十二中学）
  - 沈阳市第七中学文化东路校区（原沈阳市第一四五中学）
  - 沈阳市第七中学金融中心学校（原沈阳市第九十中学）
- 沈阳市实验学校教育集团
  - 沈阳市实验学校初中部
  - 沈阳市实验学校旭东中学
  - 沈阳市第一六五中学
  - 沈阳市回族初级中学
- 沈阳市育源中学教育集团
  - 沈阳市育源中学
  - 沈阳市育源中学东兴学校
  - 沈阳市第八中学
  - 沈阳市第一四三中学
  - 沈阳市满族中学

### 小学
- 朝阳街第一小学教育集团
  - 朝阳一校
  - 朝阳一校东安小学
  - 朝阳一校东安小学高官台校区
  - 大南二校
  - 育鹏小学
  - 莲花小学
  - 万莲小学
  - 泉源二校
  - 马官桥小学
  - 喜良小学
- 文艺路第二小学教育集团
  - 文艺二校
  - 文艺二校新宁小学
  - 大南一校
  - 师校附小
  - 泉源小学
  - 六一小学
- 文化路小学教育集团
  - 文化路小学
  - 大南三校
  - 文化路二校
  - 南塔小学
  - 长青小学
- 沈阳市实验学校教育集团
  - 实验小学
  - 实验小学旭东小学
  - 回族小学
  - 岸英小学
  - 热闹二校
- 二经街第二小学教育集团
  - 二经二校
  - 一经二校
  - 北一经小学
  - 中山路小学
  - 方凌小学
- 沈阳市第七中学附属小学教育集团
  - 七中附小
  - 文萃小学